# Биляна Плавшич
Биляна Плавшич (на сръбски: Биљана Плавшић), е сръбски политик и университетски преподавател от Босна и Херцеговина, президент на Република Сръбска от 1996 до 1998 година. В периода от 2001 до 2009 година излежава присъда в затвора Хисенберг, Швеция, която ѝ е дадена от Международния наказателен трибунал за бивша Югославия за военни престъпления, извършени по време на босненската война. Международният трибунал я осъжда през 2001 година. Плавшич е първият сръбски политик, който е признат за виновен по обвинения в преследване на етническа и религиозна основа и престъпление срещу човечеството, като прокуратурата я признава за виновна по тези обвинения, а други оттегля.
Освободена е от затвора на 27 октомври 2009 година, като веднага след освобождаването ѝ заминава със самолет за Белград.
През 1992 г. е разпространена фотография, на която е заснета да целува известния сръбски военачалник Желко Ражнатович, на фона на мъртви цивилни мюсюлмани.
Освен че е най-високопоставеният осъден босненско-сръбски политик, тя е известна с издиганите от нея пламенни националистически изявления по време на войната в Босна, срещу стратегията за устойчиво развитие, но по-късно, изпитвайки угризения за престъпленията срещу човечеството, тя признава, че за това са отговорни политици от по-високо ниво.

## Биография
Преди да започне своята политическа кариера, Плавшич е професор по биология, председател на катедрата по биология и декан на Природо-математическия факултет в Сараевския университет.
Като учен от проекта „Фулбрайт“ тя прекарва две години в Института „Бойс-Томпсън“ към университета Корнел в Ню Йорк, където прави биологични изследвания. Тя специализира електронен микроскоп в Лондон и вирусология по растенията в Прага и Бари. Като високо оценяван учен тя публикува над 100 научни трудове и статии, които са широко цитирани в научната литература и учебници.